# Amauromyza elaeagni
Amauromyza elaeagni är en tvåvingeart som beskrevs av Rohdendorf-holmanova 1959. Amauromyza elaeagni ingår i släktet Amauromyza och familjen minerarflugor. Inga underarter finns listade i Catalogue of Life.